# 455
455 (CDLV na numeração romana) foi um ano comum do século V do Calendário Juliano, da Era de Cristo. a sua letra dominical foi B (52 semanas). Teve início a um sábado e terminou também a um sábado.
| Ano completo                   |
| ------------------------------ |
| Ano comum com início ao sábado |

## Eventos
- O bispo de Roma assume o controle de todo o cristianismo ocidental, proclamando-se papa, com o nome de Leão I.
- Roma foi saqueada pelos vândalos.

## Mortes
- 16 de março - Valentiniano III, imperador romano (n. 419), assassinado.